# نومالیو
نومالیو (به ایتالیایی: Nomaglio) یک کومونه در ایتالیا است که در استان تورین واقع شده‌است. نومالیو ۳٫۱ کیلومتر مربع مساحت و ۳۲۰ نفر جمعیت دارد.